# Gaasperdam (buurtschap)

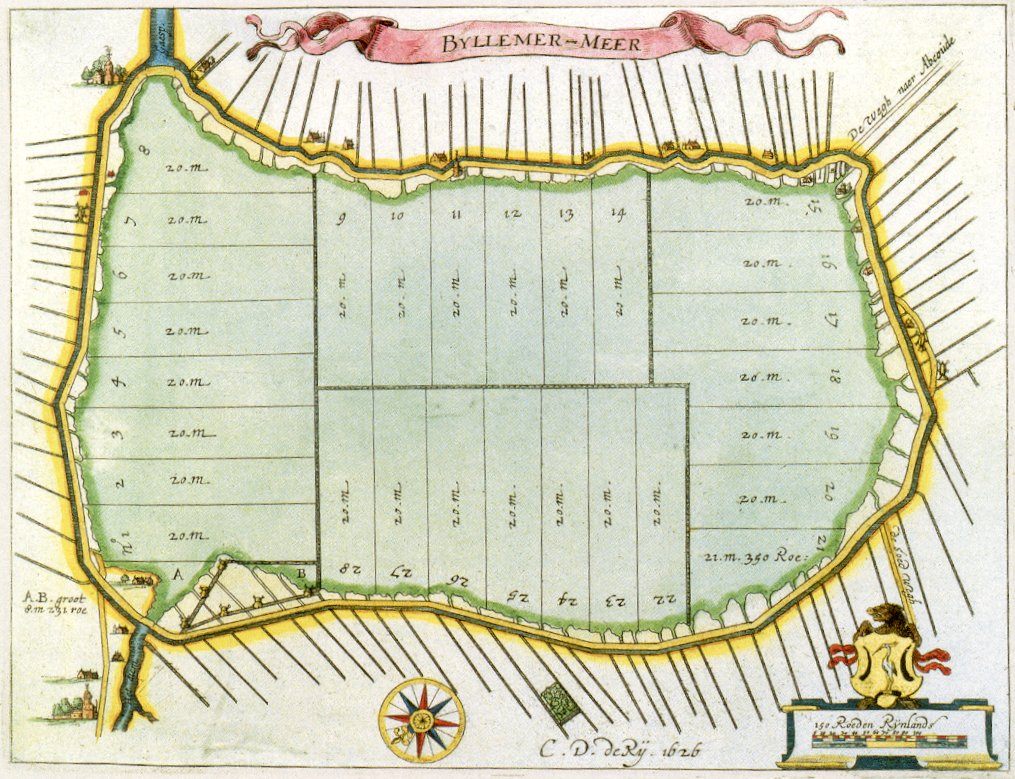
De Bijlmermeer in 1626. De kaart werd gemaakt door Cornelis Danckertsz. de Rij en was opgenomen in de Atlas Maior van Joan Blaeu. Het zuidoosten waar de buurtschap met de fabriek lag is linksboven op de kaart

Gaasperdam was een buurtschap aan het Weesperzandpad, tegenwoordig de Provincialeweg, die al in de 16e eeuw van Weesp via Diemen naar Amsterdam liep en waarvan het Zandpad Driemond een restant is. De naam Gaasperdam verwijst naar de nabijgelegen Gaesper Dam, die ten zuiden van de Willem Alexandermanege lag, op de plek waar de Gaasp zich versmalt tot de Weespertrekvaart.
De buurtschap bestond uit een fabriek van meel en veevoeder en een aantal woonhuizen en een café en stond bekend als de "Varkensbuurt". Het lag ongeveer op de plaats waar nu het Gaasperpark aan de Gaasp grenst tussen de huidige Gaasperdammerweg op de grens van de Bijlmermeer en de Oost Bijlmerpolder en de thans nog bestaande buitenplaats "Reigersbroeck". Naar het westen liep vanaf de buurtschap de "Oost Bijlmer", een weg op de ringdijk van de ringsloot Bijlmer, in de richting van Abcoude, maar men kon ook naar Duivendrecht of de hele polder rond.
Tot 1846 behoorde de buurtschap tot de gemeente Bijlmermeer, daarna tot de gemeente Weesperkarspel en sinds 1966 tot Amsterdam. Op de plaats van de Oost Bijlmer werd in 1978 begonnen met de aanleg van de Gaasperdammerweg, waarbij op de plaats van de buurtschap een viaduct over de Provincialeweg en Gaasp werd gebouwd, waarvoor de buurtschap met de fabriek moest verdwijnen. Door de ophoging is het gebied onherkenbaar veranderd.
De wijk Gaasperdam en de Gaasperdammerweg zijn bij een raadsbesluit van 31 maart 1976 naar de buurtschap vernoemd.